# Linee pure
Le linee pure sono degli stipiti (linee di discendenza) di organismi al cui interno la riproduzione sessuale dà lo stesso risultato di quella asessuale; praticamente sono gli individui che conservano gli stessi caratteri da una generazione all'altra. I membri della stessa linea pura sono quindi identici nelle loro caratteristiche ereditarie.
Gregor Mendel (1822-1884) ottenne linee pure lasciando autofecondare piante di pisello.
Nelle cavie di laboratorio si ottengono linee quasi pure incrociando ripetutamente fratelli e sorelle per parecchie generazioni.
In termini genetici, una linea pura è costituita da individui omozigoti in tutti i loci. Presentano lo stesso genoma.